# 豊原村 (愛知県)
豊原村（とよはらむら）は、かつて愛知県西加茂郡にあった村。
現在の豊田市の一部（乙ケ林町・大平町・寺平町・荷掛町・大洞町・三ツ久保町・沢田町・西萩平町・千洗町・喜佐平町・北篠平町）に該当する。

## 歴史
- 1873年（明治6年） -
  - 萩平村が西萩平村に改称する。
  - 篠平村が北篠平村に改称する。
- 1889年（明治22年）10月1日 - 乙ヶ林村、大平村、寺平村、荷掛村、大洞村、三ッ久保村、沢田村、西萩平村、千洗村、喜佐平村、北篠平村が合併し、豊原村が発足。
- 1906年（明治39年）7月1日 - 福原村、清原村、本城村と合併し、小原村が発足。同日豊原村は廃止。

## 教育
- 豊原村立豊原尋常小学校（現・豊田市立道慈小学校）